# Jacques Devolder
Jacques A.R. Devolder, né le 3 janvier 1943 à Ruiselede, est un homme politique belge flamand, membre du VLD.
Il est licencié en sciences pharmaceutiques de l'université catholique de Louvain.

## Fonctions politiques
- 1977-1995 et 2001-2006 : conseiller communal (Bruges)
- 1977-1985 : échevin à Bruges
- 1985-1995 : membre de la Chambre des représentants
- 1985-2004 : membre du Conseil flamand
- 1995-2004 : sénateur désigné par le Conseil flamand

## Distinctions
- Grand officier de l’ordre de Léopold en 2007.